# نرويجيان بليس
نرويجيان بليس (بالإنجليزية: Norwegian Bliss)‏ هي سفينة سياحية والتي تديرها شركة نرويجيان كروزز. ودخلت في الخدمة في عام 2018.

## نبذة
أعلنت شركة نرويجيان القابضة في 14 يوليو 2014 بأنها توصلت إلى اتفاق مع مير رفت لطلب سفينتين جديدتين بقيمة 1.6 مليار يورو من فئة بريك أواي بلس، على أن يتم تسليمهما في 2018 و 2019 على التوالي. قُدرت حمولة كل سفينة مبدئيًا بحوالي 164.600 طن ومزودة بما يقارب 4200 مضجع للركاب.
هي السفينة الشقيقة لـ نرويجيان إنكور. بدأت أعمال البناء باحتفال قطع الفولاذ في 28 أكتوبر 2016. في 17 فبراير 2018 تم قطر السفينة من المرسى في رصيف التجهيز. وتسلم السفينة آندي ستيوارت الرئيس التنفيذي لشركة نرويجيان كروزز في 21 أبريل 2018 وذلك بالتوقيع على وثائق السفينة ومن ثم بدأت رحلتها الافتتاحية في وقت لاحق من اليوم.
وصلت إلى نيويورك في ساعات الليل ليوم 3 مايو2018. وثم من نيويورك إلى سياتل عبر قناة بنما، لتصبح بذلك أكبر سفينة سياحية تعبر القناة على الإطلاق. وصلت السفينة إلى سياتل في 30 مايو 2018 وتم تعميدها رسميًا في وقت لاحق من نفس اليوم.
يبلغ إجمالي طول نرويجيان بليس 333.5 مترًا (1،094 قدمًا)، وغاطس بعمق 9.00 مترًا (29.53 قدمًا). بحمولة إجمالية 169،116 طنًا ووزنها الساكن 11،700 طن ساكن. يوجد في السفينة 20 طابقًا و 2043 غرفة فاخرة تتسع لـ 4،004 راكب في إشغال مزدوج. 
جُهزت السفينة بخمس محركات رئيسية بطاقة إنتاجية إجمالية تبلغ 102.900 حصان (76.7 ميجاوات).اثنين منها من صنع شركة مان طراز B&W 14V48/60CR، كل منهما بقوة 22.520 حصان (16.79 ميجاوات)، وثلاثة أخرى من طراز B&W 12V48/60CR بقوة 19300 حصان (14.4 ميجاوات) لكل منها.
نظام الدفع الموجود في السفينة عبارة عن وحدتي أزيبود بقدرة إجمالية تبلغ 40 ميجاوات، مما يسمح بسرعة خدمة تبلغ 22.5 كيلوطن. تم تجهيز المحركات بأجهزة تنقية العادم ونظام استرداد الحرارة لتحسين كفاءة الطاقة. 

## روابط خارجية
- الموقع الرسمي